# Estanislao Esteban Karlic
Estanislao Esteban Karlic (Oliva, 7 de febrero de 1926-Paraná, 8 de agosto de 2025) fue un teólogo, eclesiástico y profesor católico argentino de ascendencia croata. Fue arzobispo de Paraná entre 1986 y 2003. Fue creado cardenal en 2007.

## Biografía

### Primeros años
Nació el 7 de febrero de 1926 en la ciudad de Oliva, provincia de Córdoba. Sus padres eran de origen croata y emigraron a Argentina tras la Primera Guerra Mundial.
Fue el tercer hijo de Juan Karlic, maestro constructor, y Emilka Mavric. La hermana mayor, Milka (1922-2012), fue religiosa de la Congregación de la Virgen Niña; la segunda, Catalina (1923-2012), se dedicó a la docencia. El cuarto hermano, Juan, nació en Croacia y no pudo embarcarse hacia América con sus padres, pues falleció en su tierra natal.
Durante su juventud perteneció a Acción Católica.

### Formación
Realizó su formación secundaria en el Colegio Nacional de Monserrat de Córdoba, donde recibió el premio Duarte y Quirós al mejor bachiller de su promoción.
Estudió Derecho en la Universidad Nacional de Córdoba, pero descubrió su vocación religiosa y abandonó sus estudios universitarios para seguirla.

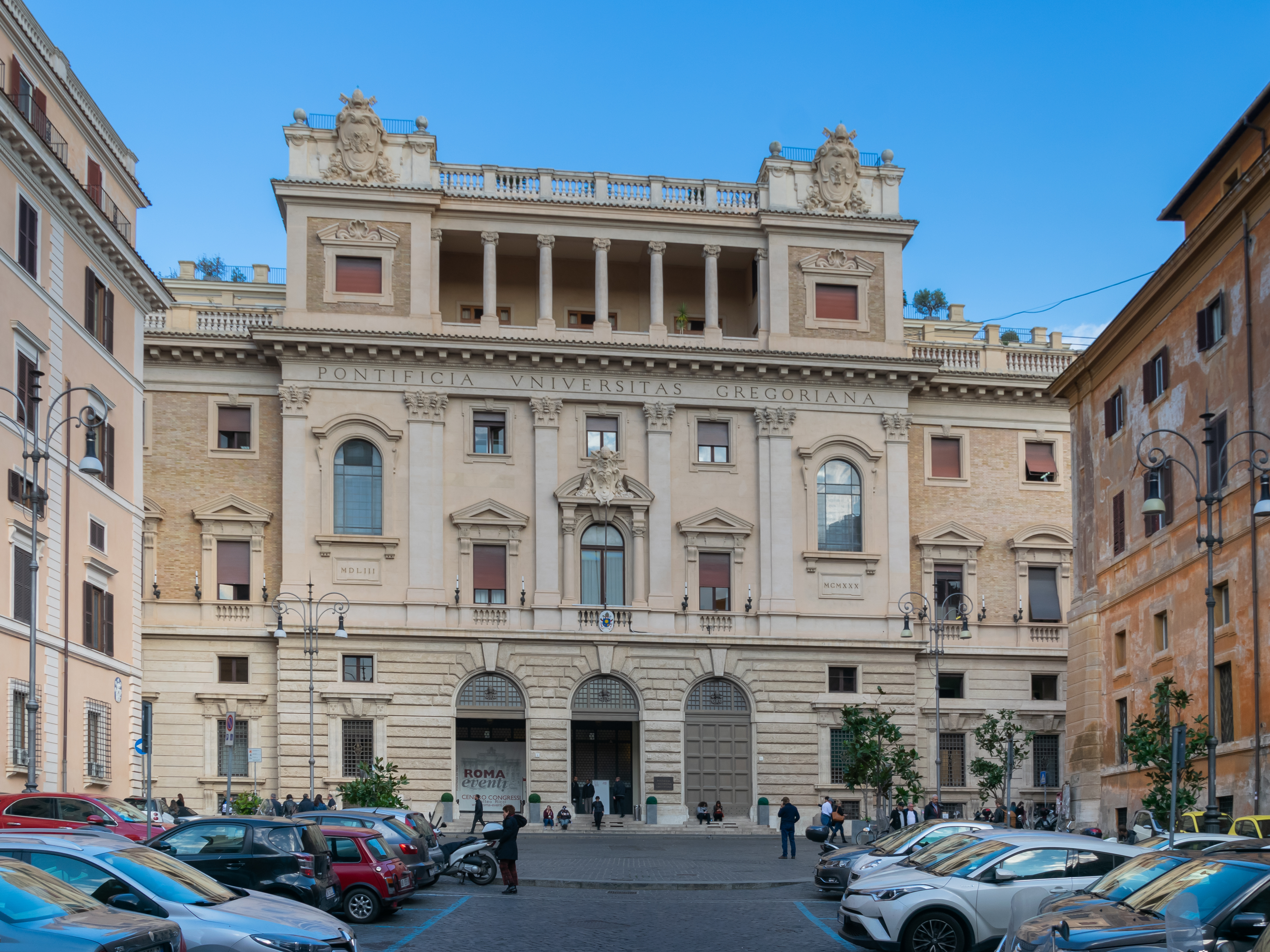
Pontificia Universidad Gregoriana de Roma, donde Karlic cursó Teología.

En 1947, ingresó en el Seminario Mayor de Córdoba. En 1948 fue enviado a estudiar en la Pontificia Universidad Gregoriana, donde realizó los estudios eclesiásticos, y obtuvo el doctorado en Teología en 1965.

### Sacerdocio
Su ordenación sacerdotal fue el 8 de diciembre de 1954, en Roma, a manos del arzobispo Zenobio Guilland; incardinándose en la arquidiócesis de Córdoba.
Entre 1955 y 1963 ejerció su ministerio pastoral en Córdoba y fue superior de la sección de Filosofía del Seminario Mayor; además, fue profesor de Teología en el mismo seminario. En 1965, tras regresar de Roma, ejerció su ministerio pastoral en la arquidiócesis de Córdoba y fue profesor nuevamente en su seminario, en la Facultad de Teología de la Universidad Católica Argentina, en la Universidad Católica de Córdoba y en varios institutos de formación.

## Episcopado

### Obispo auxiliar de Córdoba
El 6 de junio de 1977, el papa Pablo VI lo nombró obispo titular de Castrum y obispo auxiliar de Córdoba. Fue consagrado el 15 de agosto del mismo año, en la Catedral de Córdoba, a manos del cardenal-arzobispo Raúl Primatesta.
Asistió en la III Conferencia General del Episcopado Latinoamericano, realizada en Puebla (México), entre el 27 de enero y el 13 de febrero de 1979.

### Arzobispo de Paraná
El 19 de enero de 1983, el papa Juan Pablo II lo nombró arzobispo coadjutor y administrador apostólico sede plena de Paraná. Tomó posesión canónica de su oficio el 20 de marzo del mismo año. El 1 de abril de 1986, al fallecer Adolfo Tortolo, pasó automáticamente a ser arzobispo de Paraná. El 29 de junio siguiente, en una ceremonia en la Basílica de San Pedro, recibió la imposición del palio arzobispal de manos del papa Juan Pablo II.
Durante su gestión, impulsó la creación del Archivo Diocesano y fortaleció la proyección misionera, enviando sacerdotes diocesanos a servir en comunidades de África. Además, promovió la afiliación de la arquidiócesis a la Facultad de Teología de la Universidad Católica Argentina, ampliando las oportunidades de formación académica para el clero.
Renovó el seminario local, que se encontraba dominado por profesores que sintonizaban con el pensamiento tradicionalista. Molestos con ésta decisión, varios sacerdotes y seminaristas emigraron a la diócesis de San Rafael.
Asistió al Sínodo de los obispos sobre "Reconciliación y Penitencia", en Ciudad del Vaticano (1983).
Entre 1986 y 1992, fue miembro del comité editorial del Catecismo de la Iglesia católica.

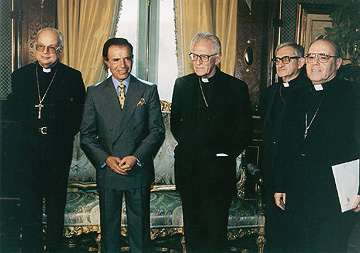
El presidente Carlos Menem recibe a la comisión ejecutiva de la Conferencia Episcopal Argentina, presidida por Estanislao Karlic (1996).

El 9 de abril de 1987, le tocó ser anfitrión en la visita papal de Juan Pablo II en el Aeropuerto General Justo José de Urquiza.
En 1987 fue elegido como segundo vicepresidente de la Conferencia Episcopal Argentina (CEA), ascendiendo a primer vicepresidente en 1990, cargo que ocupó hasta su elección como presidente en 1996. En 1999 fue reelegido para un nuevo trienio, cuyo mandato terminó en 2002.
En 1997 el papa Juan Pablo II lo nombró secretario especial para la I Asamblea Especial para América del Sínodo de los Obispos, en Ciudad del Vaticano. También fue miembro de la comisión post-sinodal.
En la CEA, fue miembro (1999-2008) y presidente (hasta 1990) de la Comisión Episcopal de Fe y Cultura; presidente de la Comisión Episcopal del Jubileo de 2000 (desde 1995); miembro (2005-2008) y –primer– presidente (1993-1996; 2002-2005) de la Comisión Episcopal de Pastoral Universitaria; y miembro de la Comisión Episcopal de Catequesis (1993-1996). También fue asesor de la Pontificia Comisión para América Latina (1989-2000), y presidente de la comisión del Pontificio Colegio Pío Latino Americano (1992-1994), del que fue miembro.
Participó como orador en la IV Conferencia General del Episcopado Latinoamericano que tuvo lugar en Santo Domingo (República Dominicana), del 12 al 28 de octubre de 1992.
Fue presidente y organizador del VI Congreso Misionero y el I Congreso Americano Misionero, que se realizaron en octubre de 1999.
Asistió a la X Asamblea General Ordinaria del Sínodo de los obispos, Ciudad del Vaticano (30 de septiembre-27 de octubre de 2001), siendo presidente de la comisión para el mensaje.
Encabezó la representación de la Iglesia en la Mesa del Diálogo Argentino, creada de común acuerdo con el presidente Eduardo Duhalde para reconstruir el tejido social tras los excesos de la década menemista y la crisis que derivó en la caída del gobierno de Fernando de la Rúa.

### Renuncia

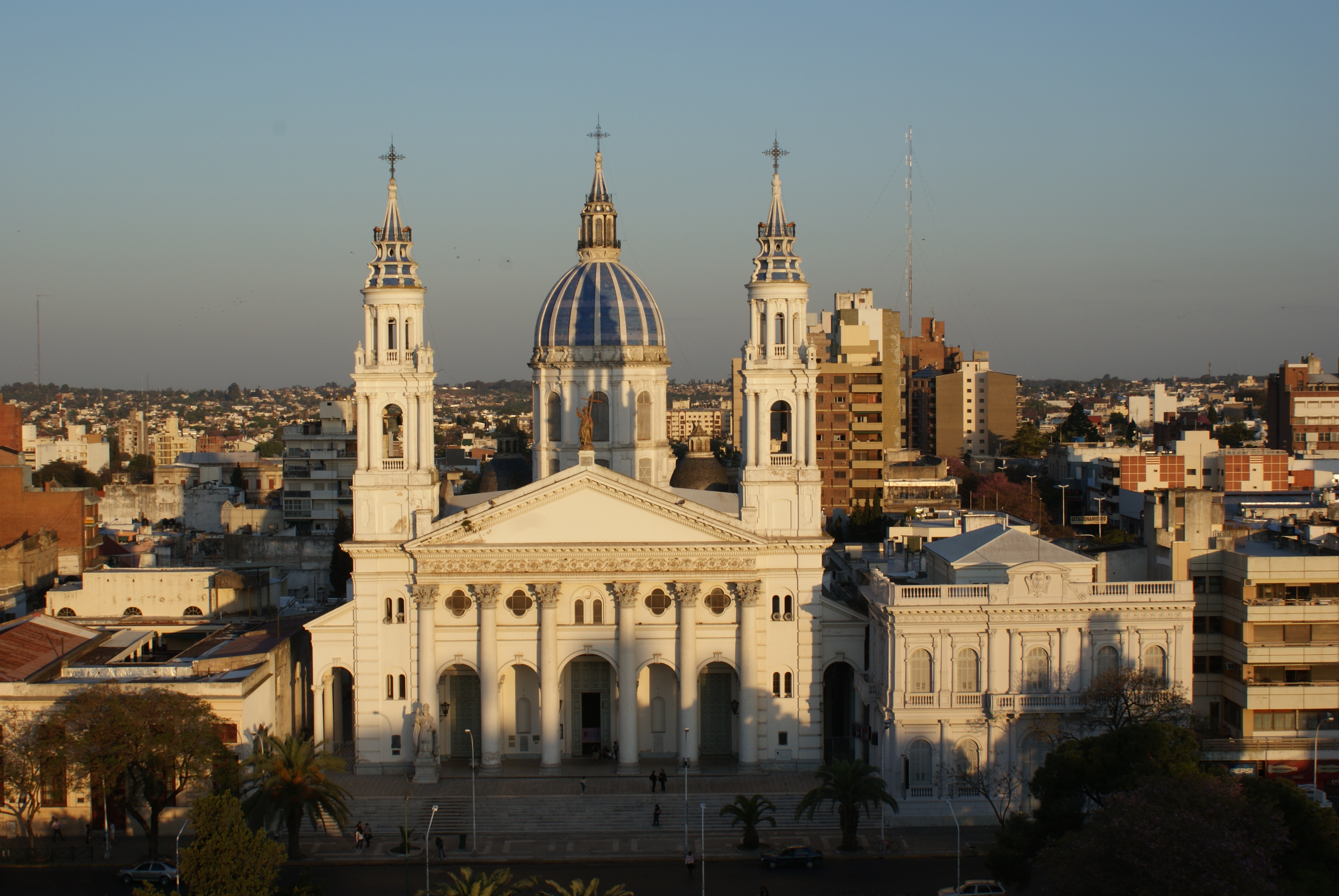
Fachada de la Catedral de Paraná. Karlic fue arzobispo entre 1986 y 2003.

En febrero de 2001, presentó su renuncia como lo establece el Código de Derecho Canónico. El 29 de abril de 2003, el papa Juan Pablo II aceptó su renuncia como arzobispo de Paraná, nombrado a su sucesor al mismo tiempo. Ejerció de administrador apostólico sede vacante hasta el 8 de julio de 2003.
Tras su retiro, se trasladó a Aldea María Luisa, en el Monasterio Benedictino de Nuestra Señora del Paraná.
En 2005 se convirtió en miembro de la Orden de San Agustín.
En mayo de 2007, fue invitado a abrir la V Conferencia General del Episcopado Latinoamericano y del Caribe que tuvo lugar en Aparecida (Brasil), del 13 al 31 de mayo de 2007; con una meditación para todos los participantes.
Fue profesor de Teología en la Universidad Católica de Santa Fe y en el Seminario de Paraná.

## Cardenalato
El 17 de octubre de 2007, al final de la audiencia general de los miércoles del papa Benedicto XVI, se hizo público que sería creado cardenal. Fue creado cardenal por el papa Benedicto XVI durante el consistorio del 24 de noviembre del mismo año, con el titulus de cardenal presbítero de la Beata Virgen María de los Dolores en Plaza Buenos Aires. Tomó posesión formal de su Iglesia Titular el 2 de febrero de 2008.
Como tenía más de 80 años en el momento de su elevación, nunca fue elector en un cónclave.
Tras la muerte del cardenal Alexandre do Nascimento, el 28 de septiembre de 2024, se convirtió en el cardenal vivo con mayor edad, con 98 años. Esto se mantuvo así hasta el 7 de diciembre del mismo año, cuando se celebró un consistorio en el que se creó cardenal a Angelo Acerbi, de 99 años.

## Fallecimiento
El 10 de mayo de 2025, sufrió una descompensación cardíaca y fue internado por precaución en la unidad de cuidados intensivos del Sanatorio La Entrerriana, donde fue sometido a una "pequeña intervención quirúrgica para colocarle un marcapasos" el 13 de mayo. Al día siguiente, en una nota del arzobispado precisó que el purpurado “está evolucionando muy bien en su cuadro clínico”.
El 20 de mayo, tras un resultado positivo, fue dado de alta y trasladado al Hogar Sacerdotal «Jesús Buen Pastor» para continuar su convalecencia. Ese mismo día, recibió un llamado telefónico del papa León XIV, transmitiéndole su gratitud y cercanía.
Hacía las 08.30 horas (UTC-03:00) del viernes 8 de agosto de 2025 el cardenal Karlic comenzó a mostrar los primeros síntomas de malestar. Falleció a las 17:00 horas de ese mismo día a los 99 años en el Hogar Sacerdotal «Jesús Buen Pastor» de Paraná, después que su salud decayera abruptamente en los últimos meses de su vida. Al momento de su muerte, era el miembro más longevo del episcopado argentino.
El papa León XIV, expresó sus condolencias y agradeció «por su vida de fe y su profundo amor a la Iglesia», recordando «con estima a este abnegado e íntegro pastor».
La capilla ardiente se instaló en la Catedral de Paraná. El funeral se celebró al día siguiente y, según su voluntad, fue sepultado a los pies de la capilla del Santísimo Sacramento de la catedral paranaense.

## Posiciones
Karlic era considerado teológicamente moderado y un conciliador entre las facciones conservadoras y liberales de la Iglesia argentina. Creyó que “la familia es el santuario del amor y de la vida” y que “la comunidad humana está destinada a la fraternidad”. Sostenía que era inmoral no interesarse en la política, especialmente en momentos de crisis, y confiaba en el trabajo y el compromiso de los laicos.
En 1999, llamó a la unidad entre los pueblos del Hemisferio occidental y para el respeto de las culturas de las pequeñas naciones.

## Controversia
Fue acusado de ser sospechoso de encubrir abusos sexuales en la Iglesia refiriéndonos al caso del sacerdote Justo José Ilarraz, condenado en 2018 a veinticinco años de prisión por abuso sexual y corrupción de menores. Antes de que este caso saliera a la luz en 2012, la Iglesia habría emprendido investigaciones canónicas insatisfactorias para las víctimas sobre este caso y el propio Karlic encabezó una investigación en la que se habían comprobado y dado por cierto los abusos. Ilarraz no perdió su condición de sacerdote hasta 2024.

## Distinciones
El 11 de octubre de 2013, la Universidad Católica de Santa Fe le otorgó el grado académico de doctor honoris causa, en una ceremonia presidida por José María Arancedo, presidente de la Conferencia Episcopal Argentina.

## Obras
De sus veinte años como arzobispo de Paraná queda un volumen que recoge todos sus discursos. También fue el editor principal de una serie de documentos episcopales, entre ellos Iglesia y Comunidad Nacional (1981) y Dios, el hombre y la conciencia (1983).